# Compañía Colombiana Automotriz
La Compañía Colombiana Automotriz (CCA) fue una empresa con base en Bogotá, Colombia que se encargaba de ensamblar vehículos.
Inicialmente fundada por Leónidas Lara para ensamblar vehículos de Peugeot, en los años 1960 a 1970 comenzó la producción de coches italianos y polacos. En 1983 se vendieron su operación e instalaciones a Mazda, y hasta 2015 se ensambló esta marca. Luego de que la operación fuera cerrada por la inauguración en 2014 de la planta Mazda de México, se reestructuró como importadora de vehículos.

## Historia
Los orígenes de la Compañía Colombiana Automotriz se remontan a los años 60 cuando Leonidas e hijos adquieren una bodega donde queda actualmente la sede de la empresa para el ensamble de Willys, después en 1968 tiene un contrato con Peugeot para el ensamble de vehículos hasta 1969. En 1973 suscriben un contrato con Fiat para el ensamble de los autos de su marca. En ese año Leonidas Lara e hijos cambia el nombre a Compañía Colombiana Automotriz. En 1982  Salomon Kassin adquiere las acciones de Fiat y en diciembre de 1983 ensambla el Mazda B-1600 y en 1984 ensambla el Mazda 323 y 626. 
Para 2007 ensamblaba Mazda 3, Mazda B-Series, Mazda 6 y el Mazda Allegro para el mercado suramericano, entre ellos su principal comprador, Venezuela que en los primeros nueve meses de ese año adquirió alrededor de 12.000 unidades. La CCA también ensambló el Allegro que se basa en la larga generación Mazda Protege. En octubre de 2007 el gobierno venezolano le impone a CCA una cuota de 4.000 vehículos lo que afecta directamente a la empresa ya que el 50% de sus ventas están dirigidas al mercado venezolano. Sin embargo, tras los cambios comerciales en Colombia, la Compañía Colombiana Automotríz continua ejerciendo su labor dentro del territorio nacional y cumpliendo en 2013 30 años de presencia en el país se proyecta positivamente al futuro, pues la tecnología Skyactiv que ha desarrollado Mazda muestra la punta del iceberg de la grandeza de esta empresa.
Para 2014, la compañía desaparece debido a la competencia internacional. Las razones del cierre fueron esgrimidas por la compañía de la siguiente manera “la decisión se tomó luego de revisar los resultados de una evaluación que sobre su competitividad global realizó Mazda Motor Corporation. Ese análisis incluyó una revisión del modelo de operación y de sus plantas de producción alrededor del mundo y en especial en los mercados de América Latina y Colombia. Como conclusión, Mazda Motor Corporation determinó que sus operaciones en el país continuarán bajo un modelo de negocio basado en la importación de todo su portafolio de vehículos.”

## Cierre definitivo
Desde la inauguración de la factoría de Mazda en México, se ha especulado sobre el cierre de la planta de ensamblaje en Colombia, con tal de aprovechar las ventajas tributarias aprobadas por el gobierno colombiano actual, dejando a los más de 500 empleados sin trabajo, y acabando con la larga historia industrial de la factoría. El cierre de la planta se ha denominado como "una pausa de actividades laborales", sin dejarse en claro que en verdad se trata de un cese de operaciones forzado, y dejándose como fecha para el cierre de esta fábrica el 30 de abril de 2014. Sin embargo, ciertas fuentes de prensa aseguran que de parte de las directivas de la planta se están adelantando las respectivas gestiones para tratar de resolver dicha situación. Finalmente el cierre fue definitivo.

## Lista de vehículos producidos

### Mitsubishi
- Mitsubishi Montero

### Peugeot
- Peugeot 404

### Willis
- Willys CJ5
- Willys CJ3B

### Zastava
- Zastava 1300
- Zastava 750Z

### Fiat/Fiat Polski
- Fiat 124
- Fiat 128
- Fiat Polski 125P
- Fiat 147
- Fiat 131
- Fiat OM70
- Fiat 673N

### Mazda
- Mazda 323
- Mazda 626
- Mazda B-Series
- Mazda T-Series
- Mazda Allegro
- Mazda 2
- Mazda 3
- Mazda 6
- Mazda BT-50
- Mazda Demio

### Ford
- Ford Laser
- Ford Ranger